# Victoria One
Le Victoria One est un gratte-ciel à Melbourne en Australie, s'élèvant à 246 mètres et achevé mi-2018 .